# Хиркански национални парк
Хиркански национални парк (азер. Hirkan Milli Parkı) је један од националних паркова Азербејџана. Основан је од стране председника земље Илхама Алиева 9. фебруара 2004. године. Парк се простире преко Ленкорански и Астарински рејона, површине је 403,58 km², а на простору пре његовог оснивања налазио се резерват природе Хиркан, који је био површине 297,6 km². Након што је постао национални парк, резерват природе Хиркан проширен је са 297,6 km² на 403,58 km².
Подручје Хирканског националног парка је 99% обухваћено шумама, налази се у планинском подручју и строго је заштићено. Парк представља једну од највећих шума у Азербејџану.
У парку су заштићена влажна суптропска станишта шума у Ленкоранском рејону и простор Талишких планина на којем се налази велики број ендемских врста биљака и ретке врсте животиња.
Екосистем Хирканског националног парка припада екорегиону каспијско—хирканских мешовитих шума, подручју бујних листопадних и планинских шума (кишне шуме и кишне шуме умерених подручја) који у потпуности покривају Талишке планине и делимично равнице Ленкоранског рејона.

## Клима
Подручје Хирканског националног парка има веома висок ниво влажности и падавина током године, у просеку од 1400 до 1600 mm у низијама и до 1800 mm у планинским пределима.
У парку је присутна влажна суптропска клима у нижим пределима, морска клима на средњим надморским висинама, док је на планинским врховима карактеристична умереноконтинентална клима.
Парк карактерише разноликости надморских висина, велики број падавина и присуство прашума.

## Флора и фауна
На подручју парка налази се велики број ендемских биљних врста, реликта из терцијарног доба, на које није утицао плиоцен и плеистоцен.
У Каспијско—хирканским шумама налази се 150 ендемичних врста дрвећа и жбуновитих биљних врста, од укупно 435 врста које се налазе у парку. Неке од ендемичних врста су: шимшир, дивља крушка, свиласта лабиција, кестенолисни храст, Quercus macranthera, пољски јасен, бели граб, Fagus orientalis, Alnus subcordata, црна јова, бела топола, кавкаска зелкова, јежовина, Acer velutinum, Acer cappadocicum, брдски брест, Tilia dasystyla, дивља трешња, брекиња, питоми кестен и многе друге.
Врсте грмља које се појављују у овој области укључују Danae racemosa, Ilex aquifolium, Smilax excelsa, бршљан и многе друге.
Парк настањује неколико ендемских врста птица, као што је Poecile hyrcanus, као и фазан који је највише распрострањен на Талишким планинама.
Каспијски тигар некада је био настањен на Талишким планинама, али је врста изумрла. Од великих сисара у парку је настањен персијски леопард, обични рис, мрки медвед, дивља свиња, вук, обични шакал, мочварна мачка, риђа лисица, срна, јазавац, видра и многе друге.
Персијски лепопард, врста леопарда, живео је у јужним деловима Азербејџана, највише на Талишким планинама, у регији Нагорно-Карабах и у Нахчивану. Иако се сматрало да је леопард истрељен на простору парка Хиркан, 2007. године снимљен је на једној од камера у парку.

## Проширење и пошумљавање
Хиркански национални парк основан је 9. фебруара 2004. године, на простору резервата природе Хиркан, који је обухватао површину од 297,6 km², а 2008. године проширен је на 403,58 km².
Део парка на најнижем пределу, назван Московска шума налази се унутар Ленкоранског рејона. Московска шума је једини сачувани део каспијско—хирканских мешовитих шума, која је покривала већину планинског подручја, а касније је посечена због развитка пољопривреде. Постоји план који обухвата поновно пошумљавање планинских делова парка, на одређеним деловима где је шума посечена. Ипак, Ленкорански рејон је доста развио пољопривреду да би се на његовим деловима пошумљавало. Одређено је да се околни делови пошуме, а након тога укључе у састав Националног парка Хиркан.

## Унеско статус
У циљу укључивања Националног парка Хиркан и каспијско-—хирканских мешовитих шума на листу Унеска, припремљени су документи који су поткрепљени са научне тачке гледишта и представљени секретеријату Унеска.

## Галерија
- Животињски свет из Хирканског националног парка на поштанским маркама Азербејџана